# Torre Crestarella

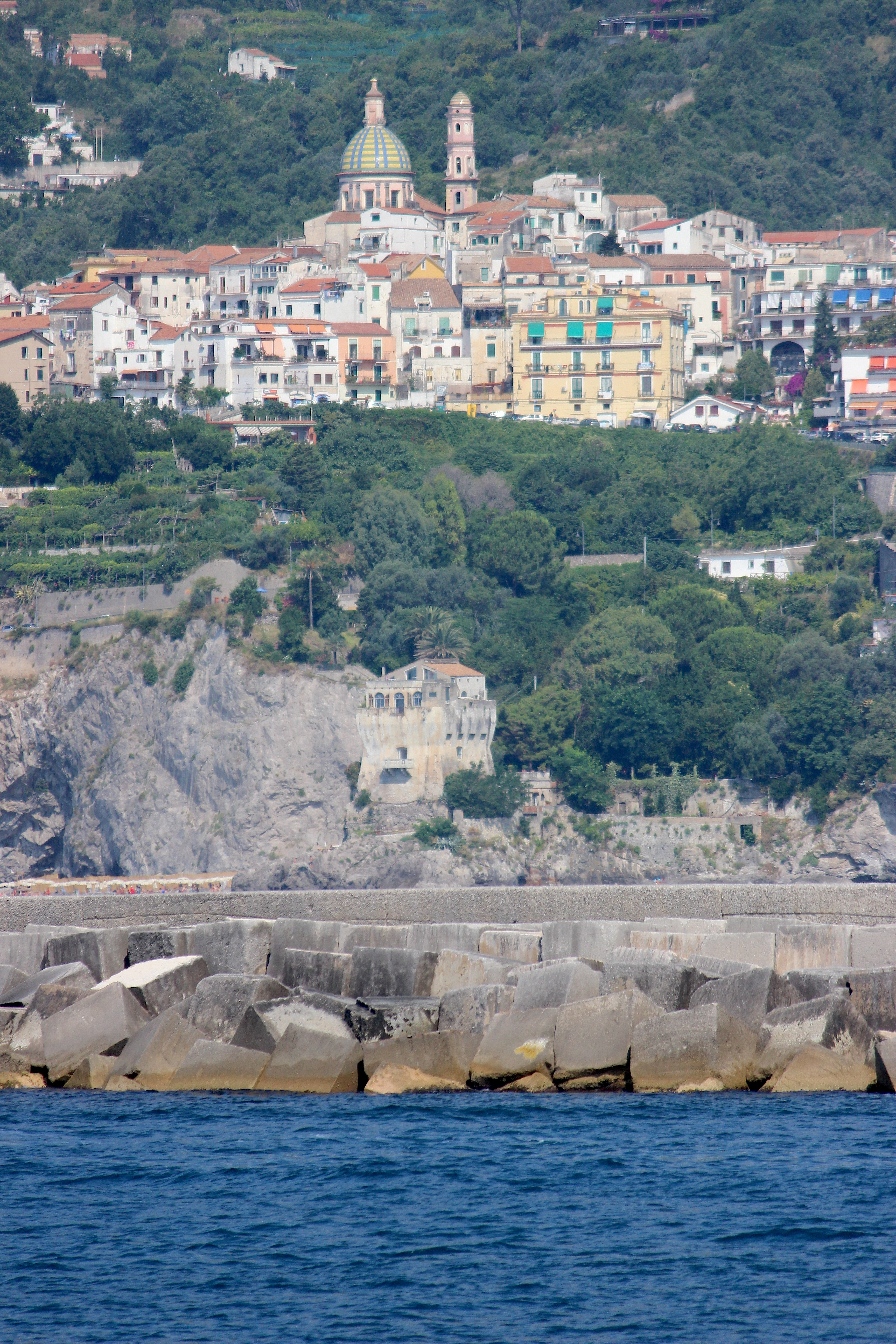
Torre Crestarella an der Gemeindegrenze zwischen Salerno und Vietri sul Mare

Der Torre Crestarella ist ein Verteidigungs- und Beobachtungsturm aus dem 16. Jahrhundert an der Grenze zwischen den Gemeinden Salerno und Vietri sul Mare in der italienischen Region Kampanien. Er liegt in der Via Cristoforo Colombo. Bis zum Ende des 18. Jahrhunderts schützte er zusammen mit dem Forte La Carnale und dem Torre Angellara im Viertel Arbostella die Küste vor der Stadt und die Amalfiküste vor den Überfällen und Verwüstungen durch die Türken.

## Geschichte
Nach den zerstörerischen Überfällen der Sarazenen ließ der spanische Gouverneur, Don Parfa de Rivera 1564 einen befestigten Turm zur Verteidigung von Vietri sul Mare und des in der Nähe liegenden Hafens von Salerno in der Nähe der Felsen Due Fratelli errichten.

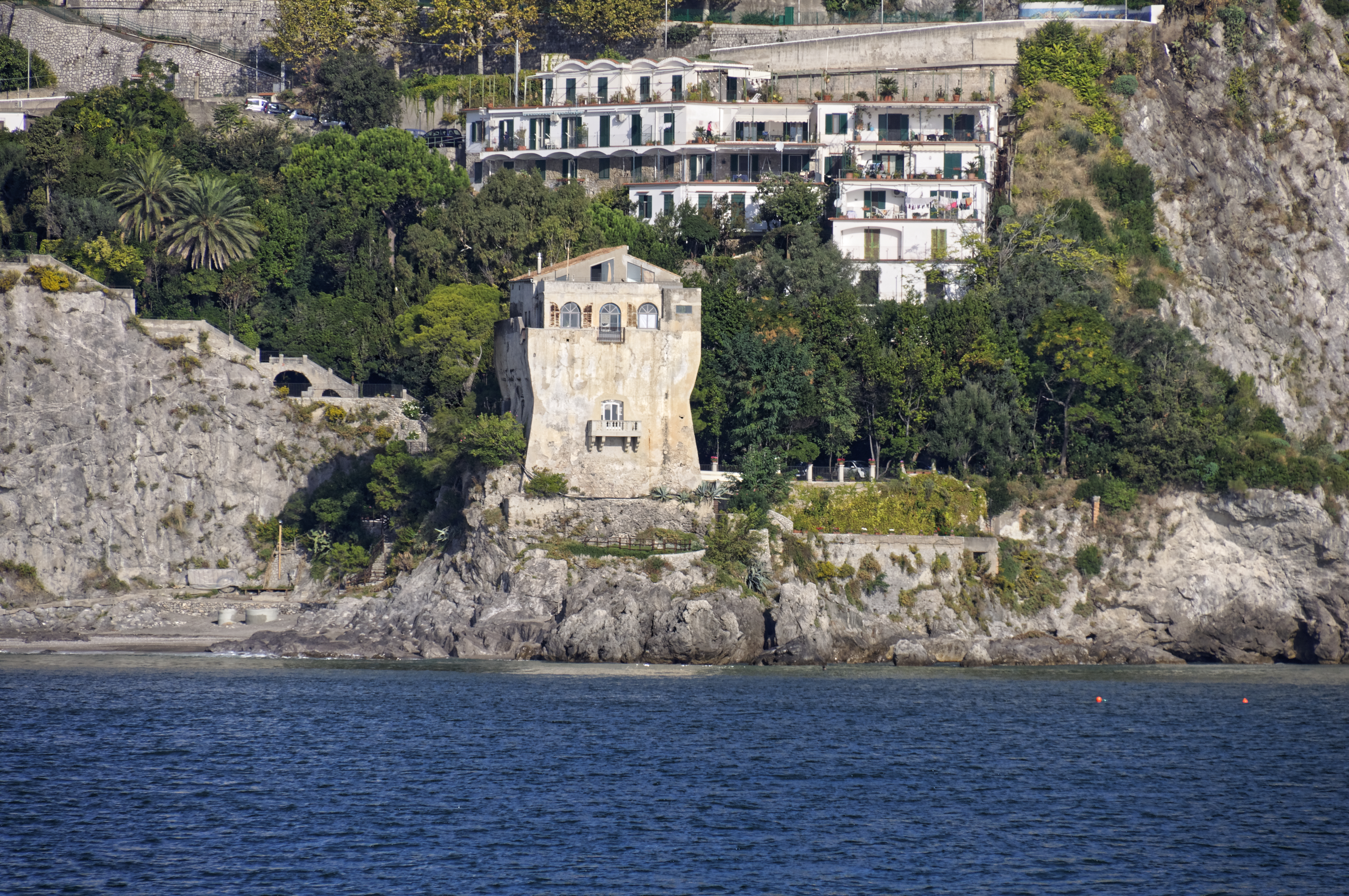
Der Torre Crestarella vom Meer aus

1569 wurde die militärische Anlage fertiggestellt.
Der Turm war Teil eines Verteidigungssystems der Amalfiküste (zusammen mit der Torretta di Cetara, dem Torre di Bassano, dem Torre dello Scarpariello, dem Torre Normanna di Maiori, dem Torre d'Albori usw.). In Vietri sul Mare war er die Verbindung zwischen der „Göttlichen Küste“ (Amalfiküste) und der Küste von Salerno mit dem Forte La Carnale und dem Torre Angellara.
Die Küstentürme (etwa 93 Stück zwischen der Amalfiküste und der von Salerno des damaligen Principato Citra) waren ein Küstenverteidigungssystem, das die Schiffe muslimischer Piraten daran hinderte, den dort lebenden Bewohnern nahezukommen; man nutzte sichtbare Feuer und Rauch zwischen den einzelnen Türmen. Die Türme wurden unter Leitung der Architekten aus Cava de’ Tirreni, Marino della Monica und Camillo Casaburi, in einem Abstand von 5000 Schritten untereinander errichtet.
Diese Türme waren sehr praktisch und wurden erst Anfang des 19. Jahrhunderts aufgegeben.
Auf einem riesigen Felsen wurde der Torre Crestarella errichtet und auf seinem Dach wurde später ein Haus gebaut, in dem die Eigentümer (ab Mitte des 19. Jahrhunderts) wohnten.

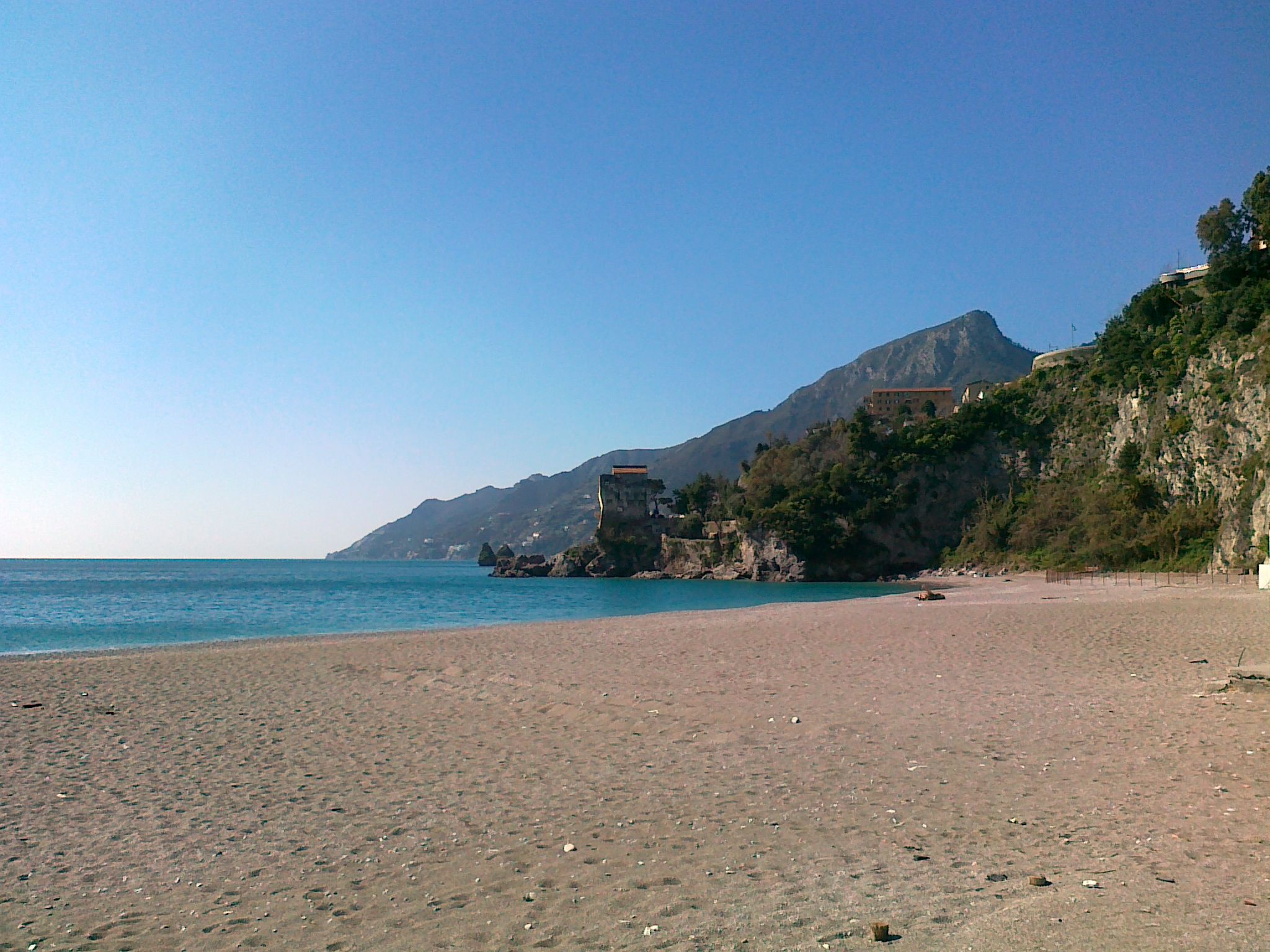
Der Strand in der Nähe des Torre Crestarella

Bei der Landung der Alliierten in Salerno im September 1943 wurde der Turm teilweise beschädigt und blieb anschließend jahrelang ungenutzt.
Seit 1978 leben dort Privatleute, die sich um den angrenzenden Strand für Sommertouristen kümmern.